# Isaac Karabtchevsky
Isaac Karabtchevsky (São Paulo, 1934. december 27. –) oroszországi zsidó származású brazil karmester. 1988 és 1994 között ő volt a Tonkünstler Zenekar karmestere. Utódja Fabio Luisi lett, majd az osztrák–magyar monarchiabeli származású Carlos Kalmar „vette kezébe a karmesteri pálcát”.